# Leioproctus calcaratus
Leioproctus calcaratus är en biart som beskrevs av Michener 1965. Leioproctus calcaratus ingår i släktet Leioproctus och familjen korttungebin. Inga underarter finns listade i Catalogue of Life.